# Међузвездани (филм)
Међузвездани (енгл. Interstellar) амерички је научнофантастични филм из 2014. године, режисера Кристофера Нолана. Радња филма прати тим научника који путују кроз црвоточину у свемиру како би пронашли нову планету погодну за становање, а главне улоге тумаче Метју Маконахеј, Ен Хатавеј и Џесика Частејн.
Џонатан и Кристофер Нолан аутори су сценарија; Кристофер је своје идеје унео у ранију верзију сценарија који је његов брат написао 2007. године, када је било планирано да Парамаунт пикчерс продуцира филм. Теоријски физичар Кип Торн, чији је рад послужио као инспирација за филм, такође је био научни консултант током снимања и један од извршних продуцената филма. Поред Нолана, за продукцију су биле задужене Ема Томас и Линда Обст. Снимање је почело 2013. године, а снимано је у Алберти, Исланду и Лос Анђелесу.
Светска премијера филма одржана је 26. октобра 2014. године у Лос Анђелесу. У америчким биоскопима је почео да се приказује од 5. новембра, а у Србији је премијерно приказан дан касније, 6. новембра. Парамаунт пикчерс је дистрибуирао филм на подручју Северне Америке, док је Ворнер брос. био задужен за дистрибуцију у остатку света. Филм је наишао на позитивне реакције критичара, који су навели да је реч о „забавној, емотивној научнофантастичној саги која тера на размишљање, али је на тренутке напорна и превише сентиментална.“ Такође се нашао на листи најбољих филмова 2014. године по избору Америчког филмског института. Филм је освојио Оскара за најбоље визуелне ефекте, а за исту награду је био номинован и у категоријама за најбољу оригиналну музику, најбољи микс звука, најбољу монтажу звука и најбољу сценографију.

## Радња
У блиској будућности, опстанак човечанства на Земљи је у опасности, јер су људи својим начином живота довели до уништења равнотеже у природи. Усеве уништавају разне болести, пешчане олује разарају земљу, а човечанство је спало на пољопривредно друштво. Купер, бивши НАСА-ин тестни пилот и инжењер који је сада пољопривредник живи са својом породицом на фарми: својим тастом Доналдом, сином Томом и десетогодишњом ћерком Марфи (коју зове Марф). Она верује да се у њиховој кући налази дух који покушава да комуницира са њом, а Купер је изазива да му докаже његово постојање научним методама. Касније открива да је "дух" заправо непозната форма интелигенције која им шаље кодиране поруке путем гравитационих таласа мењајући прашину на поду у бинарни шаблон који им открива координате тајног објекта НАСА-е који води професор Бранд, један од бивших Куперових наставника.
У новој НАСА-и, Бранд открива Куперу да се човечанство бори за опстанак и да ће ту битку сигурно изгубити, али да откриће црвоточине која орбитира око планета Сатурн даје наду за преживљавање. НАСА-ини научници верују да бића из друге димензије покушавају да комуницирају са њима и да су управо они створили ту црвоточину како би је људи употребили. Купер пристаје да буде пилот Индјуранса, експерименталне свемирске летелице која ће пратити путању мисије Лазарус током које је лансиран низ капсула с људима који су већ прошли црвоточину, а чији задатак је био прегледање планета у другој галаксији како би се утврдило да ли су погодне за живот. Планирано је да се човечанство укрца у НАСА-ина постројења која су изграђена на Земљи као огромне свемирске станице у тренутку када се потврди какви су услови за живот на тим планетама. Према подацима добијеним из мисије Лазарус, НАСА-ини научници су закључили да постоје три потенцијално настањиве планете: Милер, Едмундс и Ман - названи по астронаутима који су отишли до њих и послали податке.
Куперова одлука да се придружи посади Индјуранса као пилот слама Марфино срце и пре његовог одласка не долази до помирења између оца и ћерке. Он се придружује Брандовој ћерци Амелији, физичару Ромилyју, географу Дојлу и двојици робота вештачке интелигенције КЕЈСУ и ТАРСУ на двогодишњем свемирском путовању до црвоточине пре него што пређу у нову галаксију. Током путовања кроз црвоточину, Амелија се сусреће с вишедимензионалном присутношћу за коју верује да је створила црвоточину како би спасила човечанство.
Након што прођу кроз црвоточину, екипа Индјуранса прати сигнал Милерине експедиције, али ускоро наилазе на проблем: планета се налази у великој близини Гаргантуе, оближње црне рупе која се све све време врти. Због своје гравитационе силе, време на планети пролази много спорије него на Земљи. Откривају да је површина планете једва приступачна и немогућа за насељавање пошто се цела планета састоји од океана дубоког нешто мало више од пола метра, али преко којег константно пролазе огромни таласи. Током наиласка једног таквог таласа, Дојл гине док остатак посаде успева да пронађе инструмент Милерове с подацима, због чега се њихов одлазак са планете одужује. Приликом повратка на Индјуранс, Купер и Амелија сазнају да су за Ромилија - који их је све време чекао на броду да се врате с планете - прошле двадесет и три године.
У међувремену на Земљи, Марф је одрасла и ради у НАСА-и где покушава да реши једначину из физике која годинама мучи професора Бранда: како огромну свемирску станицу која је претешка за лансирање у орбиту путем традиционалних ракета подићи у свемир. Када се Брандово здравље погорша, он јој признаје да је тај проблем већ деценијама раније решио, али да му је за уједињавање квантне механике с гравитацијом била потребна сингуларност иза црне рупе како би комплетирао једначину. Међутим, због тога што је до тих података немогуће доћи, Бранд је дошао до закључка да не постоји опција у којој ће човечанство напустити Земљу, па се одлучио за опцију "популацијске бомбе" - пројекта поновног масовног насељавања нове планете употребом оплођених ембриона којима ће човечанство кренути из почетка, мада ће се овом опцијом жртвовати целокупна популација Земље.
Пошто је мисија проналажења података Милерове потрошила вредне ресурсе, посада Индјуранса је присиљена да бира између једне од преостале две планете - Ман или Едмундс. Амелија сматра да подаци о планети Едмундс указују на боље услове за живот, док Купер и Ромили преферирају Манову планету, пошто је Ман и даље једини који наставља да емитује позитивне податке. Купер и Амелија долазе у сукоб: он ју оптужује да негативно утиче на мисију због своје емотивне повезаности с Едмундсом, док Амелија сматра да би били у могућности да истраже обе планете када он не би инсистирао да се врати на Земљу. На крају одлучују да крену према планети Ман, где проналазе успаваног доктора Мана кога буде из хибернације на леденој планети пуној амонијака. Међутим, ускоро се испоставља да је Ман лажирао податке о насељивости планета како би га Индјуранс пронашао и спасио од изолације. Ман разбија визир Куперовог свемирског одела и оставља га да умре, док Ромили гине у експлозији до које је дошло док је покушавао да поправи Мановог демонтираног робота. Ман бежи у капсули према Индјурансу, у намери да оде до Едмунсове планете где би наставио са пројектом "популацијске бомбе". Амелија за то време спасава Купера и њих двоје крећу у потеру за Маном, који не успева да се својом капсулом споји са Индјурансом, што доводи до експлозије која убија Мана и изазива озбиљна оштећења. Упркос томе, Купер уз помоћ ТАРС-а успева да преузме поновну контролу над Индјурансом.
Уз мало преосталог горива, Купер и Амелија смишљају план у којем ће довести брод Индјуранс до ергосфере црне рупе, одбацити ТАРС-а у хоризонт након што његова капсула остане без горива и искористити га да на тај начин на Земљу пошаље податке о сингуларности унутар црне рупе. Након што робот пошаље исте податке и њима, биће у могућности да крену према Едмундсовој планети. Међутим, Купер изненада испушта и своју капсулу у црну рупу како би смањио тежину Индјуранса, допуштајући на тај начин Амелији да побегне из гравитационе силе. Током проласка кроз црну рупу, Купер напушта капсулу пре њеног уништења и остаје у екстрадимензионалном простору у коме време више није линеарно. Схвата да су екстрадимензионална бића заправо људи из будућности који су еволуирали до те мере да могу да се крећу кроз тродимензионални простор и време и који ће се вратити кроз време како би створили црвоточину и на тај начин осигурали опстанак човечанства. Из своје нове екстрадимензионалне перспективе, Купер је способан да комуницира с Марф путем димензионалне баријере користећи гравитационе таласе, и на тај начин претвара самога себе у "духа" из њеног детињства. Морзеовом азбуком јој открива ТАРС-ове податке о сингуларности, помоћу којих одрасла Марф успева да реши Брандову једначину и на тај начин омогући људској популацији евакуацију са Земље.
Ускоро Купер поновно пролази кроз црвоточину натраг кроз време када га спашава НАСА-ин брод. Он се буди у НАСА-иној станици која орбитира око Сатурна где му доктор потврђује да има 124 године. Купер се тек тада поновно сусреће са остарелом Марф на смртној постељи, која га наговара да оде до Амелије која је пронашла остатке Едмундсове експедиције, а самим тим и планету коју је могуће настанити. Након опроштаја са Марф, Купер и поправљени робот ТАРС краду један брод НАСА-е и крећу на путовање према новом дому људског рода.

## Улоге
Астронаути:
- Метју Маконахеј - Купер
- Ен Хатавеј - Амелија Бранд
- Дејвид Џаси - Ромили
- Вес Бентли - Дојл
- Вил Ервин - ТАРС (глас)
- Џош Стјуарт - КЕЈС (глас)
- Мет Дејмон - др Ман

Остали ликови:
- Џесика Частејн - Марф
- Макензи Фој - млада Марф
- Елен Берстин - старија Марф
- Мајкл Кејн - професор Бранд
- Кејси Афлек - Том
- Тимоти Шаламе - млади Том
- Вилијам Девејн - Вилијамс
- Тофер Грејс - Гети
- Џон Литгоу - Доналд
- Лија Кернс - Лоис
- Дејвид Ојелоуо - управник